# M7 (Metro Istanbul)

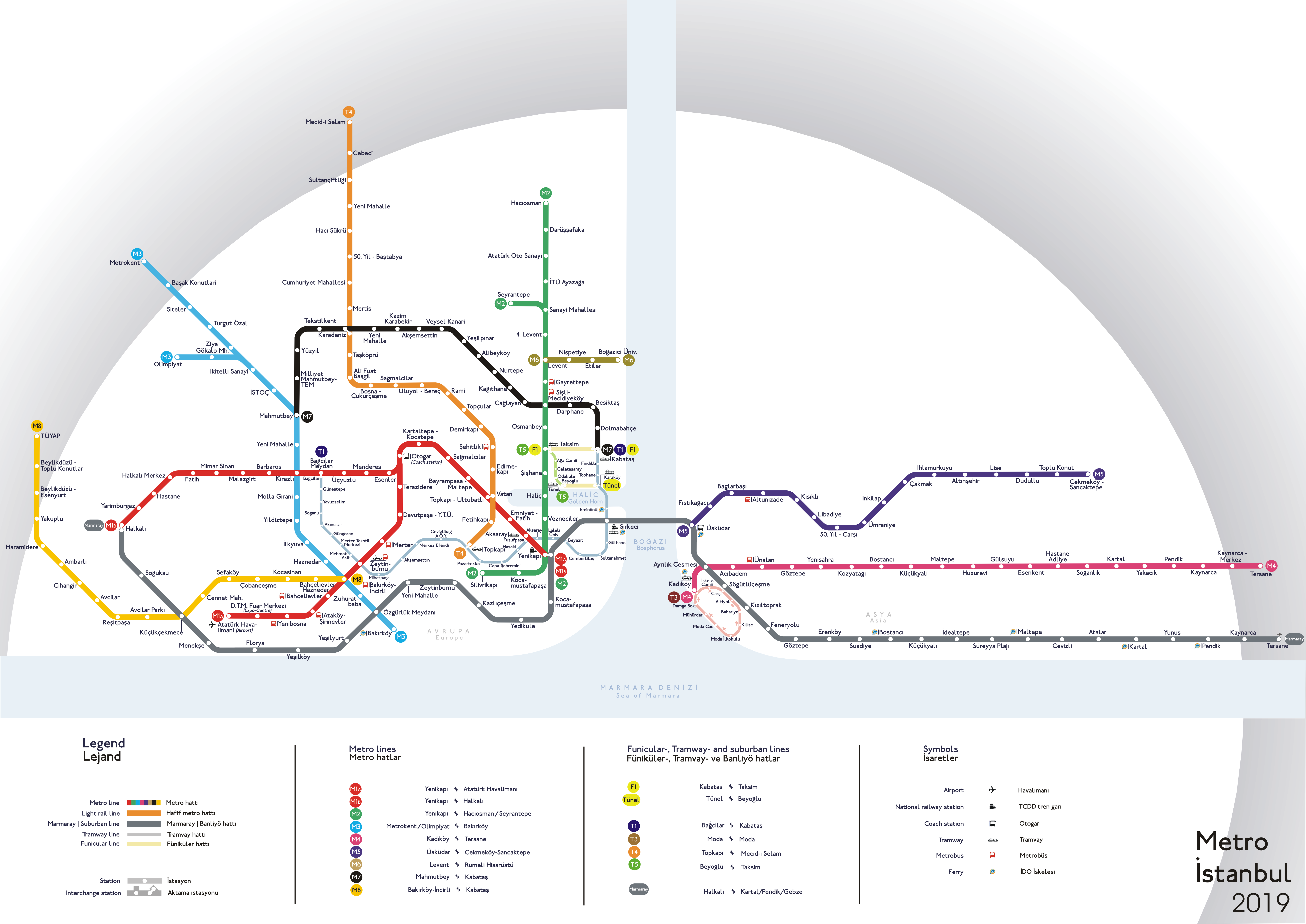
Einbettung der U-Bahn-Linie M7 (schwarz) in das Istanbuler U-Bahn-Netz

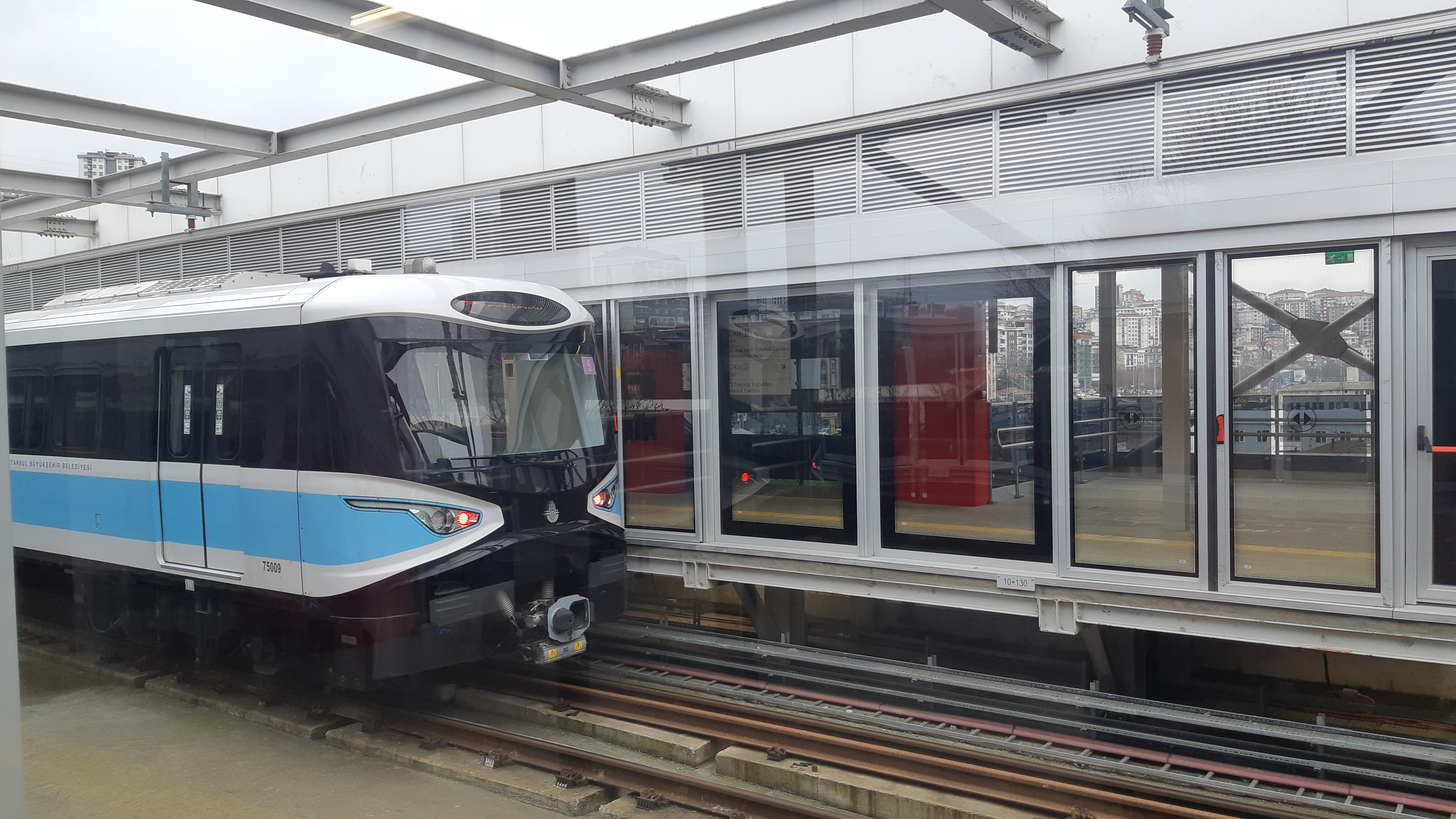

Die Linie M7 der Metro Istanbul ist eine vollautomatische U-Bahn-Linie auf der europäischen Seite der türkischen Millionenstadt Istanbul. Derzeit bedient die Linie eine Strecke zwischen den Stationen Şişli Mecidiyeköy und Mahmutbey. Sie wird auch Kabataş-Mahmutbey-Linie genannt, was ihre zukünftigen Endhaltestellen bezeichnet. Die Linienkennfarbe der M7 ist rosa.

## Streckenverlauf
Die Strecke beginnt in Şişli Mecidiyeköy, wo eine Umsteigemöglichkeit zur Linie M2 und zum Metrobüs besteht, der Europa mit Asien verbindet. Von Şişli nimmt die Strecke ihren Weg nach Westen und führt nördlich am Nordende des Goldenen Horns vorbei. In Karadeniz kreuzt sie sich mit der dort im Tunnel verlaufenden Stadtbahnlinie T4 und bildet dort eine Umsteigemöglichkeit. Das westliche Ende der M7 liegt in Mahmutbey, wo ein U-Bahnhof der Linie M3 besteht, zu dieser dort umgestiegen werden kann.
Vom östlichen Ende in Şişli Mecidiyeköy ist eine Verlängerung der Linie nach Kabataş über Beşiktaş in Bau. An ihrem zukünftigen Ende in Kabataş wird eine Umsteigemöglichkeit zur Straßenbahnlinie T1 und zu den Fähren bestehen. Mit einer Eröffnung wird im Jahr 2022 gerechnet. Am westlichen Ende der Linie ist eine Verlängerung nach Esenyurt in Planung.

## Bauabschnitte
Der Bau der Linie begann im Jahr 2014, nachdem die Ausschreibung für ihren Bau am 18. September 2013 erfolgte. Der Abschnitt zwischen Şişli Mecidiyeköy und Mahmutbey befindet sich seit dem 28. Oktober 2020 in Betrieb. Auf derzeit 18 km zählt die U-Bahn-Linie 15 Stationen. Darunter befinden sich drei Umsteigebahnhöfe zu anderen Schienenschnellverkehrslinien der U- und Stadtbahn sowie einer zum Metrobüs. Auf ihrem Linienweg passieren die Züge zwei Viadukte und 16 Tunnelabschnitte.

## Bedeutung
Die Linie stellt eine wichtige Verbindung zwischen den nördlich des Goldenen Horns gelegenen Stadtteilen sowie dieser Stadtteile mit dem Zentrum dar; diese Quartiere waren nur unzureichend und über die Linien M2 und T4 jeweils ausschließlich in Nord-Süd-Richtung an das Schienenschnellbahnsystem angeschlossen. Die M7 schafft dadurch neben den im Süden der Stadt verlaufenden Linien M1A und M1B eine weitere – diesmal das nördliche Stadtgebiet erschließende – West-Ost-Verbindung.